# Saint-Geniez

Sainte-Croix-à-Lauze este o comună în departamentul Alpes-de-Haute-Provence din sud-estul Franței. În 1 ianuarie 2022 avea o populație de 107 de locuitori.